# Hahner Péter
Hahner Péter (Budapest, 1954. június 27. –) magyar történész, tanszékvezető egyetemi docens.

## Életútja
Középiskolai tanulmányait a Kaffka Margit Gimnáziumban végezte. 1973 és 1977 között a Szombathelyi Tanárképző Főiskola könyvtár–magyar, 1978 és 1980 között az Eötvös Loránd Tudományegyetem magyar kiegészítő szakán, 1983-tól 1985-ig az ELTE történelem szakán tanult. PhD-értekezését 1996-ban védte meg.
1977-től két évig a Nemzetközi Előkészítő Intézet segédkönyvtárosaként, majd újabb két évig a Fővárosi Moziüzemi Vállalat közművelődési üzemvezetőjeként dolgozott. 1981-ben az Akadémiai Kiadó segédszerkesztője lett.
1985 óta a Pécsi Tudományegyetemen tanít történelem szakon. Ugyanebben az évben jelent meg első könyve a Bastille bevételéről. 1994-ben jelent meg Alexis de Tocqueville A régi rend és a forradalom című művéből készült fordítása. 1998-ban a Történelemtanárok Egyletének tagja lett. 2001 és 2018 között a Pécsi Tudományegyetem Bölcsészettudományi Kara Újkortörténeti Tanszékének vezetője volt. Fő kutatási területe a nagy francia forradalom története és történetírása. Gyakran publikál hetilapokban, könyvismertetései többek között az Élet és Irodalomban jelennek meg. 2020 őszétől a Rubicon Intézet főigazgatója.
Nős, felesége Pordány Sarolta.

## Főbb művei
- A Bastille bevétele (1985)
- Megszökött a király (1989)
- A nagy francia forradalom kisenciklopédiája (1989)
- A Bastille-tól Waterlooig (1989)
- Így élt Washington (1991)
- Az Egyesült Államok elnökei (1998) második, bővített kiadás: (2006)
- Thomas Jefferson és a francia forradalom (1998)
- A nagy francia forradalom dokumentumai (1999)
- XVI. Lajos a francia forradalomban. Legenda és valóság az amerikai nyugat történetében. (2002)
- Franciaország története (2002)
- A régi rend alkonya (2006)
- 100 történelmi tévhit, avagy amit biztosan tudsz a történelemről – és mind rosszul tudod (2010)
- Újabb 100 történelmi tévhit, avagy amit biztosan tudsz a történelemről – és mind rosszul tudod (2011)
- Vadnyugat – 20 hős, 20 talány (2012)
- Az USA elnökei (2012)
- A nem létező rejtély – Tizenöt kérdés és válasz a Kennedy-gyilkosságról (2013)
- Államférfiak. Fouché és Talleyrand párhuzamos életrajza. Budapest, Osiris Kiadó (2015)
- Legújabb 100 történelmi tévhit, avagy amit biztosan tudsz a történelemről – és mind rosszul tudod (2015)
- 33 szerelemi háromszög a történelemben (2016)
- 13 diktátor – Fejezetek a forradalmak történetéből (2017)
- Hatalmasok gyermekkora – 23 történelmi személyiség ifjúsága (2018)
- Magyarország szerencséje (2019)
- Világtörténelmi kaleidoszkóp magyar szemmel (2020)[2]
- A régi rend alkonya. Egyetemes történet, 1648–1815; 2. jav., bőv. kiad.; Kronosz, Pécs, 2021
- Napóleon; Osiris, Bp., 2024 (Osiris könyvtár)

## Díjai, elismerései
- A Magyar Érdemrend lovagkeresztje (2018)[3]